# 白石凹

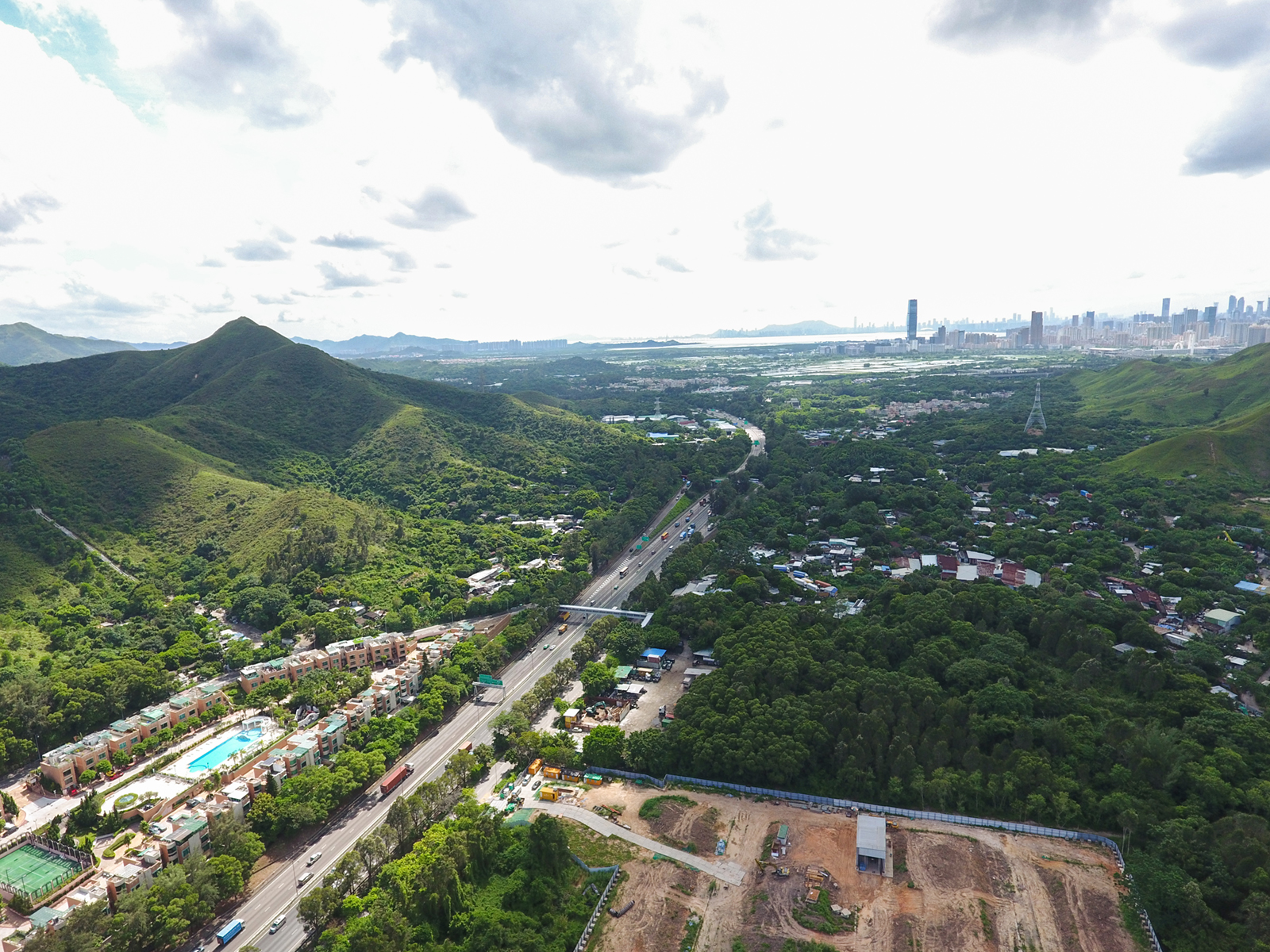
白石凹

白石凹（英語：Pak Shek Au），亦作白石坳）位於香港新界北區西端，古洞與落馬洲之間，麒麟山以北的山坳，傳統上是連接新界東北部與西北部的重要通道。該地山坳地貌原來較明顯，但由於1980年代末港英政府修築粉嶺公路連接上水和元朗，將白石凹部分山丘削平以容納6線道的高速公路，故現時的白石凹坳口比原來寬闊平坦。
現時，粉嶺公路、青山公路洲頭段及古洞路均穿越白石凹，並建有白石凹交匯處，而三條公路的北面與落馬洲山南坡之間仍有一寮屋村落白石凹村（英語：Pak Shek Au Tsuen），隸屬古洞村。隨着古洞北新市鎮的開發，白石凹將會被納入到新市鎮的一部分，將會成爲古洞北新市鎮的邊緣部分。

## 交通
- 粉嶺公路
- 青山公路
- 古洞路

22°30′18″N 114°05′32″E / 22.505136°N 114.092101°E
1. ↑  . 香港地方.   [2021-02-08]. （原始内容存档于2021-03-10）.
2. ↑  .   [2021-02-08]. （原始内容存档于2021-02-14）.